# Pampaška trava
Pampaška trava (znanstveno ime Cortaderia selloana) je vrsta cvetočih rastlin iz družine trav (Poaceae). Omenja se pod splošnim imenom pampaška trava  in je doma v Južni Ameriki, vključno v ekoregiji pamp, po kateri je dobila ime.

## Etimologija
Cortaderia izhaja iz argentinskega španskega imena cortadera, kar pomeni 'rezalnik', glede na ostre robove listov.
Selloana je poimenovana po Friedrichu Sellowu (1789-1831), nemškem botaniku in naravoslovcu iz Potsdama, ki je delal kot zbiralec rastlin v Braziliji. Preučeval je floro Južne Amerike, zlasti Brazilije. Poseben vzdevek selloana sta leta 1827 dala Josef August in Julius Hermann Schultes.

### Kultivarji
Na voljo je več sort, od katerih je naslednje vzgojilo Kraljevo hortikulturno društvo:
- Aureolineata [4]
- Evita [5]
- Monstrosa [6]
- Patagonia [7]
- Pumila [8]
- Silver Feather Notcort [9]
- Sunningdale Silver [10] — zraste do višine 4 m in ima še posebej gosta cvetoča peresa

## Negativni vpliv
Cortaderia je postala invazivna po vsej Severni Ameriki. Prav tako je bila prepovedana na Havajih in Novi Zelandiji zaradi svoje sposobnosti, da preraste in izpodrine avtohtone rastline. V Evropi je bila prvič predstavljena v Združenem kraljestvu, kasneje pa se je razširila tudi v druge države na celini, kot so Irska, Portugalska, Španija, Francija in Italija.
Pampaška trava je hitro rastoča in lahko tvori velike gmote ob cestah, pečinah, obrežjih in odprtih območjih, ki jih motijo človeške dejavnosti ali naravne motnje. Lahko izpodrine avtohtone rastline in ustvari svoje habitate, ki uničujejo biotsko raznovrstnost. Rezilom podobni listi lahko povzročijo telesne poškodbe pticam, ki se z njimi hranijo. Rastlina konkurira tudi drugim avtohtonim rastlinam z monopoliziranjem virov, kot so senca, sončna svetloba in zemeljska hranila. Zaradi velike površine listi predstavljajo veliko nevarnost požara, če so nameščeni v bližini vnetljivih snovi.

### Kontrolne metode
Pampaško travo je mogoče nadzorovati z obdelavo s pesticidi. Da bi to dosegli, travo posekajo blizu dna. Nato se 2 % kemična raztopina glifosata kombinira s površinsko aktivno snovjo na osnovi silikona in nanese za povečanje penetracijskega potenciala. Ta metoda najbolje deluje jeseni, ker je na splošno boljši nadzor v primerjavi z drugimi letnimi časi. Druga metoda nadzora je rezanje in pakiranje socvetij, da se prepreči širjenje ali puljenje sadik.
Motnje v tleh, ki ustvarjajo gola tla, lahko spodbudijo invazijo, zato je bistveno, da se motnje čim bolj zmanjšajo ali sadikam zagotovi konkurenca. Da bi obvladali motnje, lahko na golo zemljo nanesemo zastirko, da zadušimo semena in preprečimo kalitev. Tudi sajenje ali sejanje zaželenih, neinvazivnih rastlin lahko zagotovi konkurenco za zmanjšanje kalivosti in vzgoje sadik.

## V popularni kulturi
Avtor Li Hengrui (李恒瑞), čigar delo Kite Capriccio (風箏 暢想曲) opisuje življenje kot otroka leta 1950, okrožje Fengtai, Anhui omenja uporabo dolgega stebla Puwei (蒲葦, kitajsko za Cortaderia selloana) pri izdelavi zmajev.
Več medijev je poročalo, da so jo posadili nekateri pari, ki v Združenem kraljestvu prakticirajo svinganje, kot način, kako drugim svingerjem pokazati, da uživajo v takšnem življenjskem slogu  na podlagi objave na Twitterju. Poročila so povzročila padec že upadajoče prodaje, toda navdušenci in vrtnarski strokovnjaki so čudno povezavo zavrnili kot 'neumno'.

## Galerija
- Pampaška trava v botaničnem vrtu Jindai, jesen 1964
- Rožni detajl
- V Kaliforniji
- Grm